# Certificato
Un certificato (dall'espressione tardo-latina certum facere, "dichiarare vero", composta da certum, "certo", e facere, "fare"), spesso detto anche attestato, è un documento contenente una certificazione, intesa quale atto giuridico e, più precisamente, dichiarazione di conoscenza di fatti, atti o qualità, rilasciata in forma scritta da un soggetto investito di determinate attribuzioni.

## Caratteristiche

Certificato di morte dell'astronomo Jean-Louis Pons redatto dal curato della chiesa di San Felice in Piazza, a Firenze, il 6 ottobre 1883.

### Precisazione linguistica
A parte rari casi (esclusivi del diritto pubblico), per parlare di certificazione in senso stretto, il primo fondamento è la indipendenza tra soggetto che emette i requisiti e soggetto che valuta la conformità ai detti requisiti. L'altro fondamento è l'indipendenza tra soggetto che valuta la conformità ai requisiti e soggetto che li applica. In ambito di diritto privato, questi due fondamenti sono ben attuati osservando che gli enti normatori non sono gli enti di accreditamento, questi non sono gli organismi di certificazione, che sono altro dai soggetti che applicano le norme e che devono essere valutati.

### Certificazione
Spesso utilizzati come sinonimi, "certificazione" e "certificato" sono due concetti distinti:
- certificazione: è il processo che, attraverso diverse operazioni di valutazione e accertamento svolte da soggetti terzi, accreditati e autorizzati, conferisce (in caso di esito positivo) il certificato (la certificazione è dunque una sequenza di attività, non un documento);
- certificato: è il risultato o output del processo di certificazione, documentato attraverso una dichiarazione formale.

Con linguaggio non propriamente corretto, si usa "certificazione" al posto di "certificato", come nelle espressioni "mi deve consegnare la certificazione..." oppure "ho le certificazioni necessarie..." e simili.

### Certificati e contesti
Come sinonimi di certificato e certificazione sono usati anche i termini "attestato" e "attestazione". Alcuni autori, però, riservano quest'ultimo ai casi in cui la dichiarazione di scienza è "originaria", in quanto riferita a fatti o atti direttamente percepiti o compiuti da chi la rilascia; parlano, invece, di certificazione quando la dichiarazione di scienza è "derivativa", riferendosi a fatti, atti o qualità non direttamente percepiti o compiuti da chi la rilascia, ma risultanti da elementi obiettivi, quali registri o documenti cui l'ordinamento giuridico riconosce particolare efficacia probatoria. Sono stati proposti anche altri criteri di distinzione basati, ad esempio, sul tipo di certezza creata dall'atto: legale nel caso della certificazione notiziale nel caso dell'attestazione. Vi sono comunque alcuni usi impropri e tecnicamente sbagliati del concetto di certificazione e certificato. Di seguito alcuni esempi.
Nel contesto della certificazione accreditata secondo gli standard degli enti di normazione nazionali e internazionali (UNI, ISO, ecc.), "certificazione" è un termine ben preciso, previsto dalla norma UNI EN ISO 17000. In termini sintetici si può dire che il certificato è un attestato di conformità (rilasciato rispetto ad una specifica precisata, non esiste la certificazione generica) emesso da un soggetto, terzo e indipendente, autorizzato (qualificato, accreditato, abilitato) a farlo (per legge, per norme ISO e relativi accordi di riconoscimento, ecc.). Negli altri casi occorre usare la dizione "dichiarazione di conformità" o attestato di conformità e non certificato di conformità, specie quando trattasi della cosiddetta "autocertificazione". In particolare, per parlare di certificazione (e non mera attestazione) il certificatore, per essere accreditato, deve essere anche indipendente ovvero essere un terzo tra le parti coinvolte. Per tale motivo è scorretto parlare di "certificazione" nei casi in cui il soggetto certificato sia lo stesso (o ha delle dipendenze) che certifica, oppure quando chi esegue una determinata attività (ad esempio la formazione) sia anche colui il quale rilascia un "certificato" al soggetto che ha fruito di tale attività. Un altro caso simile di uso improprio del termine si ha nella "certificazione" di dati (numero visitatori, quantità venduta, posizionamento sul territorio, ecc.) da parte dell'interessato, cioè il soggetto fornitore/produttore dei dati. Infine dunque, per i motivi sopra esposti, "certificazione" non è un sinonimo di "qualificazione" né, tanto meno, di "normazione".

### Soggetti deputati al rilascio
Le certificazioni sono spesso, ma non necessariamente, rilasciate da una pubblica amministrazione, nel qual caso si parla di "certificazione amministrativa" (e conseguentemente di "certificato amministrativo"), e siamo in presenza di una particolare specie di atto amministrativo.
Nell'ordinamento italiano una definizione positiva di certificato amministrativo è contenuta nell'art. 1, comma 1, lettera f), del decreto del presidente della Repubblica 28 dicembre 2000, n. 445 (Testo unico delle disposizioni legislative e regolamentari in materia di documentazione amministrativa) secondo il quale per certificato s'intende "il documento rilasciato da una amministrazione pubblica avente funzione di ricognizione, riproduzione o partecipazione a terzi di stati, qualità personali e fatti contenuti in albi, elenchi o registri pubblici o comunque accertati da soggetti titolari di funzioni pubbliche". Lo stesso decreto stabilisce i casi in cui i privati possono presentare, in luogo del certificato, una dichiarazione sostitutiva di certificazione o una dichiarazione sostitutiva dell'atto di notorietà.
In ambito privato ovvero fuori dalla sfera della PA, i soggetti autorizzati a rilasciare certificati sono, ad esempio:
- gli organismi di certificazione;
- i revisori contabili;
- le Certification authority.

I primi sono di prassi accreditati da un ente di accreditamento; i secondi devono essere iscritti in un albo pubblico; i terzi sono accreditati da enti governativi.

## Effetti giuridici
In generale le certificazioni sono destinate a dare certezza di fatti, atti o qualità; in certi casi, però, si tratta di una certezza legale, perché l'ordinamento impone alla generalità dei consociati il dovere di considerare come certo quanto affermato nell'atto, dovere che vale anche per il giudice di fronte al quale fa, quindi, prova legale; in altri casi, invece, tale dovere manca e si parla di "certezza notiziale". Si ritiene che le certificazioni creatrici di certezza legale possano provenire solo da funzionari pubblici o da privati che esercitano funzioni pubbliche.
In quanto dichiarazioni di conoscenza (o, come si usa dire, di scienza) le certificazioni producono gli effetti giuridici stabiliti dall'ordinamento, a prescindere dalla volontà di chi le rilascia: sono, in altri termini, meri atti giuridici.

## Altri impieghi
Esiste una casistica di usi del termine certificato o termini simili che, a seconda del contesto, possono essere corretti/legittimi oppure semplicemente impropri (ci si riferisce soprattutto al caso in cui occorrerebbe usare i termini "attestazione" o "dichiarazione").

### Certificato di origine
Il certificato di origine della merce, in Italia, è il documento rilasciato dalla Camera di commercio che attesta l'origine della merce, cioè il luogo in cui la merce è stata prodotta o ha subito l'ultima trasformazione sostanziale e accompagna i prodotti esportati in via definitiva verso paesi extracomunitari o anche comunitari qualora l'importatore lo richieda espressamente. Il certificato ha due finalità: doganale e creditizia.
Pur senza valore legale e per scopi diversi da quelli della legge comunitaria, un certificato di origine potrebbe essere comunque emesso dal produttore o venditore, come qualsiasi dichiarazione che, in questo caso, non sarebbe un certificato.

### Legalizzazioni e autenticazioni
Casi particolari di certificazione sono la legalizzazione e l'autenticazione, dette certificazioni pedisseque perché non sono generalmente contenute in un documento a sé, ma apposte in calce al documento cui si riferiscono.
La legalizzazione è la certificazione della provenienza di un documento dall'autorità competente ad emetterlo. È diffusa a livello internazionale, nei casi in cui un documento formato in un ordinamento venga utilizzato in un altro. Nei paesi che hanno sottoscritto la Convenzione dell'Aia del 1961, tra i quali l'Italia, può essere sostituita dall'apostille.
L'autenticazione è la certificazione che un documento è stato sottoscritto da una determinata persona, avendolo sottoscritto alla presenza di chi certifica ed essendo questi certo della sua identità. Poteri di autenticazione sono attribuiti al notaio cosiddetto latino, negli ordinamenti di civil law dove è presente, e al notary public degli ordinamenti di common law.

### Asseverazione
L'asseverazione è un'attestazione di fatti, osservazioni, pareri, attestazioni, progetti rilasciata (secondo i disposti di legge) da privati (ad esempio, in Italia: liberi professionisti); anche in questi casi, seppure erroneamente, si parla di certificazione.

### Formazione
Nella formazione o addestramento e relativa eventuale qualifica diversi dall'ambito scolastico/universitario di tipo statale (o comunque riconosciuta pubblicamente), in pratica quella erogata da soggetti privati in ambito di formazione professionale, si dovrebbe invece dire attestazione (a volte documentata attraverso i cosiddetti "patentini" o "diplomi" di qualifica). A meno che la formazione preveda poi un esame per rilascio di certificato (di conformità), rispetto ad uno standard, come nei casi di formazione del personale sotto accreditamento. Inoltre, occorre ben distinguere quando la certificazione o la qualifica sia obbligatoria per legge (in uno stato) oppure è facoltativa o è un libero requisito contrattuale tra le parti.
Va da sé che, nei casi di attività non regolamentate e/o non accreditate, chiunque può attestare ciò che gli pare: in questi casi, è la credibilità del soggetto che vale come requisito. È quello che accade, ad esempio, nel mondo IT e nel software: i grandi player internazionali (Microsoft, Google, IBM, Apple, Adobe, SAP e tanti altri) certificano le persone che hanno superato, con esito positivo, le prove di apprendimento dei corsi relativi ai vari relativi prodotti, tecnologie, sistemi, metodologie. Queste certificazioni sono estremamente richieste dal mercato del lavoro e la loro credibilità deriva essenzialmente dalla notorieta del brand di proprietà del soggetto che le rilascia.

### Informatica
Un certificato digitale fornisce fiducia (trust) sulla sicurezza di un sistema/piattaforma informatica. Qui è legittimo l'uso del termine certificato perché solo taluni soggetti e solo attraverso regole internazionalmente accettate possono rilasciare certificati digitali.

### Commercio
Nel commercio o comunque cessione/distribuzioni di beni e manufatti, è diffuso l'uso del "certificato di garanzia" e "certificato di autenticità". Ambo le dizioni sono improprie ma sopravvivono per ragioni storiche.
Certificato di garanzia
Il cosiddetto "Certificato di garanzia" è un documento mediante il quale il produttore/venditore dichiara che il prodotto è protetto da una determinata garanzia. L'uso è improprio per due motivi: "certificato" è usato al posto di "attestazione" e, soprattutto, nella stragrande maggior parte dei casi è già la legge che impone una garanzia (come ad esempio nell'Unione europea nei confronti del consumatore), quindi, la mera dimostrazione dell'acquisto (es. ricevuta) è più che sufficiente per pretendere l'applicazione della garanzia legale (lo dice la legge, ad esempio il Codice del consumo), non serve alcun "certificato". Questo è anche conseguenza dell'ignoranza del consumatore il quale, sbagliando, dà importanza a questo documento quando invece non ne ha alcuna, a meno che non si riferisca alla garanzia commerciale (spesso a pagamento) che però è un plus rispetto a quella legale. E comunque in questo caso si tratta di un normale documento (contrattuale) di garanzia, è fuorviante scomodare il termine certificato.
Certificato di autenticità
"Certificato di autenticità" è un documento emesso da un privato con il quale si descrivono le caratteristiche o proprietà di un prodotto materiale, dichiarando che esso sia stato realizzato da un determinato produttore (specie quando è un soggetto famoso). Orbene: tale documento non è un "certificato" ma una semplice attestazione (questo non significa che non abbia un generico valore). Invece, se si volesse un vero certificato allora il produttore (o il venditore) dovrebbe esibire quello rilasciato da un organismo di certificazione, specificatamente accreditato per eseguire certificazioni per quello specifico prodotto (per determinati prodotti, anche per uno specifico lotto/partita). In questo caso il "valore aggiunto" sarebbe che c'è anche il riconoscimento di un soggetto indipendente e autorizzato in tal senso.